# Silverduva
Silverduva (Columba argentina) är en akut utrotningshotad fågel i familjen duvor som förekommer i Stora Sundaöarna.

## Utseende och läten
Silverduvan är en stor (34–38 cm), silvergrå och svart duva. Hanen är mestadels ljust blågrå med svarta hand- och armpennor. Den är gråvit på övre stjärttäckare och stjärtbas, med yttre halvan av stjärten svart. Orbitalringen är röd. Honan är något mörkare än hanen och mindre silvergrå. Svartvit kejsarduva är mycket lik på håll, men är något större, vit snarare än silvergrå och saknar den röda orbitalringen. Lätet är okänt.

## Utbredning och status
Silverduvan förekommer på öar utanför västra Sumatra (Simeulue, Babi, Banyak och Siberut), förr även i Mentawai-, Riau- Och Linggaöarna runt Sumatra samt i Anamba-, Natuna- och Karimata-öarna väster om Borneo. Länge antogs arten vara försvunnen, men fotografier tagna 2008 och 2010 bekräftar att den fortfarande är vid liv. Dock antas den ha en mycket liten världspopulation, uppskattningsvis under 50 vuxna individer, varför internationella naturvårdsunionen IUCN kategoriserar den som akut hotad.